# Ulolonche consopita
Ulolonche consopita là một loài bướm đêm trong họ Noctuidae.